# ویله ماتیلا
ویله ماتیلا (فنلاندی: Ville Mattila; ۹ مارس ۱۹۰۳ – ۱۱ ژوئیهٔ ۱۹۸۷) اسکی‌باز صحرانوردی اهل فنلاند بود.